# ルビー (象)
ルビー（Ruby、1973年 - 1998年11月6日）は、アメリカ合衆国で飼育されていた重量4.5トンのメスのアジアゾウである。ルビーは「絵」を描くゾウとして有名になった。

## 生涯
タイ王国生まれのルビーは、1973年夏の誕生と推定されている。1974年2月にルビーは船に乗せられて、アリゾナ州フェニックスにあるフェニックス動物園（en:Phoenix Zoo）にやってきた。ルビーが「絵」を描くようになったのは、担当の飼育係がルビーが周りの泥土を棒で引っかいて遊んでいるのを見かけて、ブラシと絵の具を与えてからであった。
やがて、ルビーは他の2頭の象と一緒に動物園の主要な一画に移されたが、他の2頭は両方ともアフリカゾウであった。アフリカゾウとアジアゾウは別属の象であり、ルビーは他の2頭と仲良くすることはできなかった。
20歳になったルビーは、オクラホマ州タルサに連れて行かれた。そしてその地にある動物園で飼育されていたオスのアジアゾウ「スニージー」（Sneezy）と縁組して、タルサで2年の間過ごした。ルビーは妊娠した後、1996年にフェニックス動物園に戻ってきた。別のアジアゾウのメスが、ルビーの出産までの間にフェニックス動物園に貸し出されていた。
1998年10月の末にルビーは陣痛の兆しを見せ始めたが、出産は始まらなかった。動物園の獣医たちは、ルビーの胎児が既に母体内で死亡していると断定して、帝王切開手術の決定が下された。手術は11月6日に始まったが、そこで判明したのは、ルビーの子宮が破裂していて、重度の感染症が腹腔内に転移しているという事実であった。ルビーの胎児はオスで、通常の生まれたての象の2倍に当たる320ポンドもの重さがあった。
ルビーには直ちに安楽死の処置が取られた。ルビーの死の知らせは、フェニックス地域の人々に大きな悲しみを齎した。動物園がルビーを記念するために無料入場日を設けることを発表すると、その日には43,000人の人々が動物園を訪れた。この人数は、通常の入場者の3倍近い数字だったという。